# Lautite
La lautite è un minerale.